# Кочійське царство
Кочійське царство — пізньо-середньовічна індійська держава, а пізніше — тубільне князівство на Малабарському березі, що у Південній Індії.

## Історія
На узбережжі Малабар в раннє середньовіччя було засноване королівство Кочин, яке пізніше стало князівством. У 1503 році князівство стало португальським протекторатом, з 1663 — протекторатом Голландської Ост-Індійської компанії. У 1814 році згідно з англо-голландським договором королівство увійшло до складу Британської Ост-Індійської компанії. У 1921 році інженер Роберт Брістоу побудував на півострові безпечну гавань, кораблі на якій обслуговувалися паровими кранами. У 1925 році було створено законодавчу колегію. Асамблея складалася з 45 членів, 10 з яких були офіційно призначені британським урядом. У 1947 році королівство було одним із перших приєднано до Індійського Домініону, об'єднавшись з Траванкоре у федерацію, яка в свою чергу була додана до штату Малабар, утвореного з Мадраського князівства. 1 листопада 1956 року князівства були скасовані і з цих держав сформувався новий штат Керала.